# タイトロープ (テレビドラマ)
『タイトロープ』（原題：Tightrope!）は、1959年9月8日から1960年9月13日までアメリカ合衆国・スクリーン ジェムズ制作、CBSテレビで放送された連続テレビドラマ。30分放送で全37回。主演はマイク・コナーズ。
日本では、1960年10月3日から1961年8月7日にかけてNET（現・テレビ朝日）系列月曜8時枠（20:00 - 20:30）で、1963年2月25日から9月30日まで月曜7時30分枠（19:30 - 20:00）で放映された。日本での放送タイトルは当初は『秘密指令』だったが、ほどなく原題通り『タイトロープ』となり、テレビ欄では『タイトロープ（秘密指令）』と併記された。第1シリーズはキヤノンカメラ（現 - キヤノン）の一社提供だが、第2シリーズは不明。

## 概要
「タイトロープ」とは綱渡りの綱のことで、その上を歩くような危険なおとり捜査を行う秘密捜査官の活躍を描いたテレビドラマ。
主人公ニック・ストーンは身分を隠して全米各地の犯罪組織に潜入し、内部から壊滅的な打撃を与えて、地元警察に通報、彼らが到着する前に姿を消す。
スラックスの背中に小型拳銃を隠しておき、正体がバレそうになったらあらかじめ用意しておいた拳銃を引き渡して敵を油断させ、隙を突いて背中から拳銃を引き抜き、目にも止まらぬ早さで銃撃するという、ストーンの巧みなガンアクションが売りであった。
人気はあったものの、暴力的な描写が多かったことや、放送局側が提示した放送時間枠の変更と60分ものへの拡大、主役に相棒を付けるなどの設定の変更にコナーズが難色を示したこともあり、1シーズンで打ち切りとなった。

## キャスト

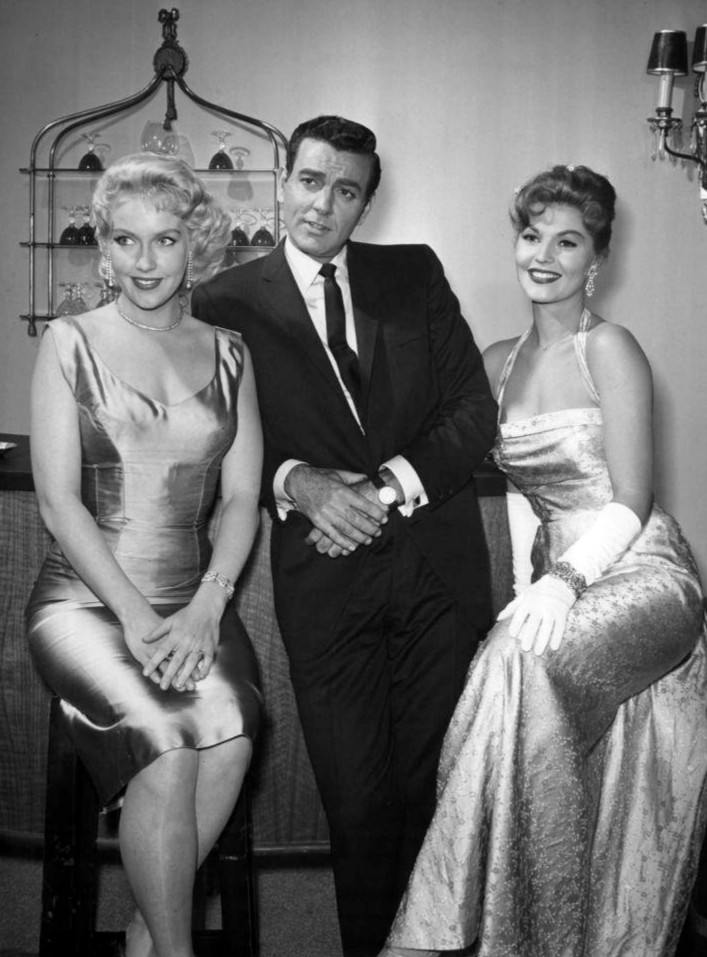
ニック・ストーン役のマイク・コナーズ（中央）

- ニック・ストーン：マイク・コナーズ（吹替：田口計）